# Lista de unidades federativas do Brasil por PIB per capita (1939)
Abaixo segue a lista das unidades federativas do Brasil por produto interno bruto (PIB) per capita no ano de 1939, calculado a preços constantes (ano-base 2010).

## Lista de unidades federativas do Brasil por PIB per capita - 1939

Mapa das unidades federativas do Brasil segundo o PIB per capita no ano de 1939. Em reais de 2010:

| > 7.000 > 3.500 > 2.800 | > 2.100 > 1.400 > 700 |

| Posição | Posição          | Unidade federativa  | PIB per capita 1939 em R$ de 2010 |
| Em 1939 | Comparada a 1920 | Unidade federativa  | PIB per capita 1939 em R$ de 2010 |
| ------- | ---------------- | ------------------- | --------------------------------- |
| 1       | (0)              | Rio de Janeiro      | 7.395                             |
| 2       | (0)              | São Paulo           | 5.212                             |
| 3       | (0)              | Rio Grande do Sul   | 3.112                             |
| 4       | (0)              | Santa Catarina      | 2.474                             |
| 5       | (0)              | Paraná              | 2.177                             |
| 6       | (0)              | Mato Grosso         | 2.125                             |
| 7       | (0)              | Pará                | 2.029                             |
| 8       | (0)              | Goiás               | 1.926                             |
| 9       | (0)              | Espírito Santo      | 1.846                             |
| 10      | (0)              | Minas Gerais        | 1.726                             |
| 11      | (0)              | Pernambuco          | 1.489                             |
| 12      | (0)              | Piauí               | 1.474                             |
| 13      | (0)              | Maranhão            | 1.421                             |
| 14      | (0)              | Amazonas            | 1.327                             |
| 15      | (0)              | Paraíba             | 1.120                             |
| 16      | (0)              | Ceará               | 1.052                             |
| 17      | (0)              | Alagoas             | 895                               |
| 18      | (0)              | Sergipe             | 832                               |
| 19      | (0)              | Rio Grande do Norte | 822                               |
| 20      | (0)              | Bahia               | 730                               |